# 中國叢報

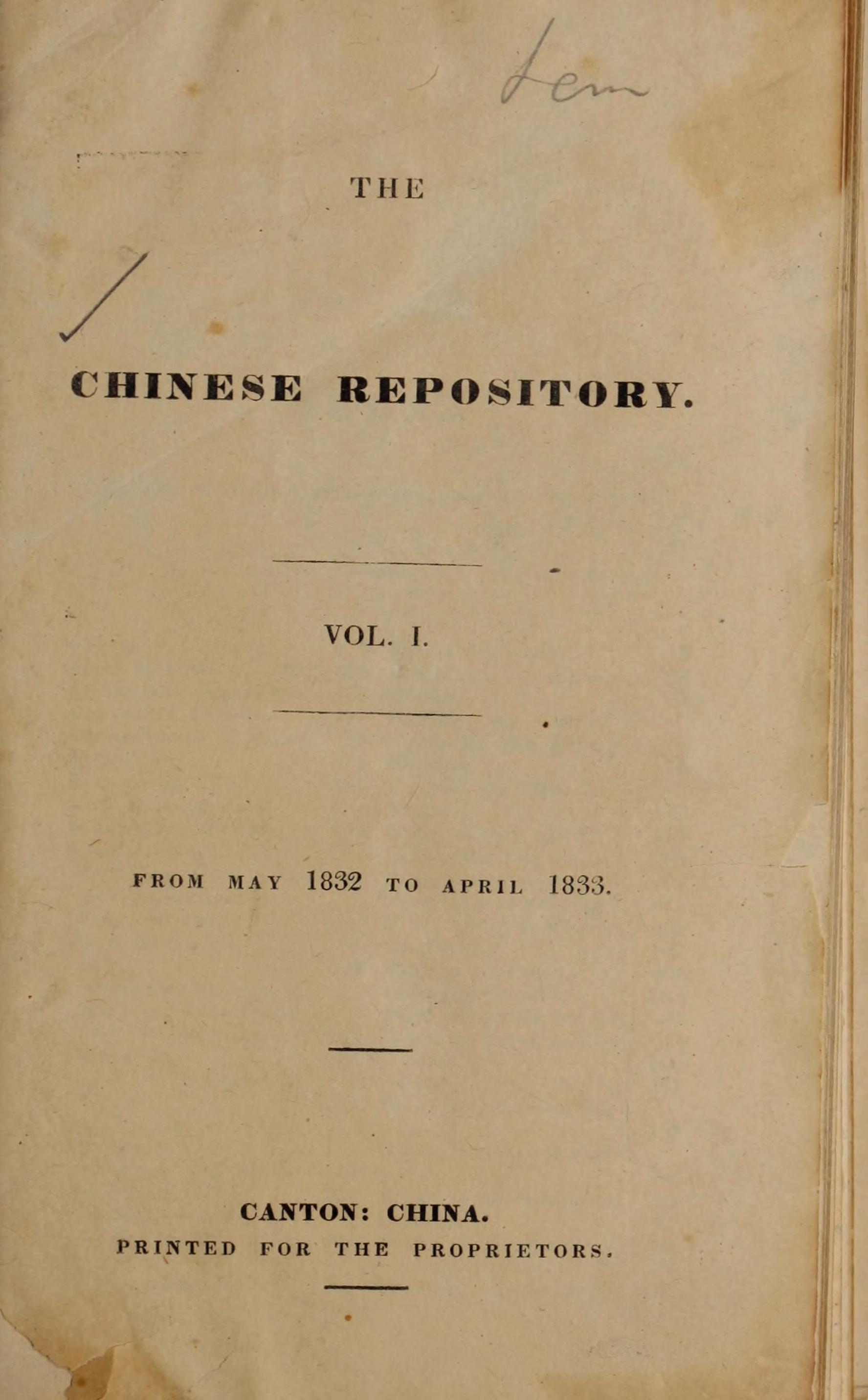

《中國叢報》（Chinese Repository），旧译《澳门月报》，是西方傳教士在清末中國創辦的一份英文期刊，由美部會的傳教士裨治文創辦於1832年5月，主要發行地點是廣州。
《中國叢報》在鴉片戰爭期間一度搬到澳門及香港，1845年再移回廣州。除了創辦者裨治文之外，1833年美部會另一位傳教士衛三畏（Samuel W. Williams）開始在廣州負責處理《中國叢報》的刊行事項。1847年之後，該刊的編撰即由衛三畏代裨治文負責。1851年2月停刊。
該刊物的讀者主要是在華的西方商人傳教士為主，但也有及於其他在西方對中國有興趣的人以及能通英文的中國口岸商人，內容以介紹中國的社會、文化、地理等相關知識，對於當時西方人對於中國的認識及中國形象的塑造產生很大的影響。

## 创办背景
1829年9月23日，裨治文接受美部会差遣，与“海员之友社”传教士雅裨理(David Abeel)一起，前往中国广州。在奥立芬的安排下，裨治文和雅裨理住在黄埔港的美国商行内，马礼逊帮助他们熟悉广州情况，很快，马礼逊就和他们成为密友。
与雅裨理不同，裨治文一直坚持在广州展开各项传教与传播知识。裨治文为了实现其传播基督教福音、了解中国的理想，他决心“立意传道，方旷览诸俗，以验生平所学之是，兼以予所见所闻者，播之异土”。他认真研习中国文字和语言，对此马礼逊全力支持，除介绍自己的中文老师帮助裨治文学习中文外，还推荐他的助手梁发协助裨治文工作。
裨治文来到广州后，清政府的禁教政策没有改变，虽然生活环境与马礼逊当初来的时后有所改善，但外国人在广州的活动依然受到严格限制。但裨治文并没有因中国的禁教政策而放弃信念，他反而苦心极力，为基督教文化在中国的传播而奔走。在马礼逊的倡议和鼎力支持下，裨治文和欧美来华传教士一道于1832年5月创办《中国丛报》，裨治文被推选担任主编，直到1847年迁居上海后不再担任此职。

## 报刊内容
《中国丛报》发行20年，发表有关中国地理与地区划分的文章63篇，关于中国政治和政府的文章81篇，论述中国历史和文化的文章33篇，介绍中国科学技术的文章27篇，评介中国语言文学的文章93篇，介绍中国商业和对外贸易的文章60篇，介绍中国交通运输的文章26篇，中外关系类396篇，还有一些介绍中国自然气候、风土人情、宗教迷信等文章。所有这些约占整个文章的90%。
作为《中国丛报》的主要投稿人，裨治文共撰写的文章共有350余篇，卫三畏114篇，马礼逊91篇，马儒翰85篇，郭士立51篇。
《中国丛报》的文章类型主要有两种：一种是以介绍中国国情为主，另一种是时事报道与评论性文章。鸦片战争前，在西方国家对中国的情形不太熟悉的情况下，有关中国的报道不免有失实之处，如《广东记事报》（The Canton Register)说广州有座长5940尺、宽104尺的大桥；中国的山与山之间有成千上万的桥，中国南部某古城即有12000座桥。这种过分的夸张，在《中国丛报》上很少出现。裨治文等人的“办刊态度相当严谨，有一种学者的风度，在创刊词中即表明此种态度。他们对当时人的贡献是真实的报道，自然会发生很大的影响。

## 停刊内容
停刊的原因有很多，但是最主要的是经济困难，《中国丛报》的资金一方面是来自于销售，另外则来自于商人卫三畏的资助，特别是奥立芬的大力资助。1851 年奥立芬在回美国途中去世，这使裨治文和卫三畏失去了坚强的经济后盾，成为《中国丛报》停刊的直接原因。
《中国丛报》在前 10 年还可以依靠销售收入自给自足，但从 1844 年开始便逐年亏损，每年约 300-400 美元，最后一年（1851）只有 300 订户，实在难以为继。裨治文的离去也使卫三畏越来越感到独木难支，1851 年底，卫三畏决定停刊，给这份重要的刊物划上了句号。

## 历史价值
《中国丛报》在推动基督教教化运动的同时，对传播汉学起到了独有的连带作用。
裨治文作为早期美国来华的传教士和研究汉学的专家，一方面，他所创办的《中国丛报》为国外来华研究汉学的发展奠定了重要基础，另一方面，裨治文毕竟代表着美国人的价值观，从他后来代表美国参与中美《望厦条约》谈判可以看出，研究中国、了解中国实际上是为裨治文维护美国在华利益服务的。
随着《中国丛报》介绍中国、研究中国的不断深入，美国传教士的汉学研究范围不断扩大， 1842年美国东方学会（American Oriental Society)成立，它是美国历史最久的东方学研究组织。作为学术机构，学会主要由一些传教士和政府官员组成。就汉学研究来讲，学会成员有裨治文、顾盛(Caleb Gushing)等人。虽然东方学的“东方”涵盖范围很广，但学会中不少学者(主要指来华传教士)已掌握了中国的语言文字，这对于推动早期美国汉学研究，进一步深入研究中国社会产生积极作用。

## “东学西渐”的兴起
传教士编写的大量书信和文章，直接促进了两国经济的发展。虽然美国商人在华从事商务活动仅限于广州，但在当时中美之间交易的人参、茶叶、棉布、毛皮、棉花、瓷器等物品在中美两国各地的市场上销售。人参、毛皮、瓷器成为中美两国上层社会人士的生活必需品，棉花和棉布也影响着家家户户的日常生活。通过物品的交换，中美之间无论是上层社会的贵人或下层社会的百姓都能够对物品文明有一定的认知和了解还起到了促进两国经济发展的重要作用。
文化方面的交流主要是激发了美国传教士不断来华传播基督教福音的热情，还增强了中国人对美国人的了解。
《中国丛报》的创办对近代中国的新闻传播的进展起了很大的作用，对报刊的兴起也有了极大的帮助。